# Beaumont-la-Ronce
Beaumont-la-Ronce – miejscowość i dawna gmina we Francji, w Regionie Centralnym, w departamencie Indre i Loara. W 2013 roku populacja gminy wynosiła 1224 mieszkańców. 
W dniu 1 stycznia 2017 roku z połączenia dwóch ówczesnych gmin – Beaumont-la-Ronce oraz Louestault – utworzono nową gminę Beaumont-Louestault. Siedzibą gminy została miejscowość Beaumont-la-Ronce. 